# Pardosa oncka
Pardosa oncka là một loài nhện trong họ Lycosidae.
Loài này thuộc chi Pardosa. Pardosa oncka được George Newbold Lawrence miêu tả năm 1927.